# Asceua
Genre
Synonymes
- Suffucia Simon, 1893
- Doosia Kishida, 1940

Asceua est un genre d'araignées aranéomorphes de la famille des Zodariidae.

## Distribution
Les espèces de ce genre se rencontrent en Asie du Sud-Est, en Asie de l'Est, en Asie du Sud, en Afrique subsaharienne et en Australie.

## Liste des espèces
Selon World Spider Catalog (version 25.5, 28/12/2024) :
- Asceua adunca B. S. Zhang & F. Zhang, 2018
- Asceua amabilis Thorell, 1897
- Asceua anding B. S. Zhang, F. Zhang & Jia, 2012
- Asceua arborivaga Jocqué & Henrard, 2024
- Asceua bifurca B. S. Zhang & F. Zhang, 2018
- Asceua calciformis Li, Liu & Peng, 2022
- Asceua chayu Wang, Mu, Lu, Xu & Zhang, 2024
- Asceua cingulata (Simon, 1905)
- Asceua curva B. S. Zhang & F. Zhang, 2018
- Asceua daoxian Yin, 2012
- Asceua dawai Wang, Mu, Lu, Xu & Zhang, 2024
- Asceua digitata Li, Liu & Peng, 2022
- Asceua dispar (Kulczyński, 1911)
- Asceua elegans Thorell, 1887
- Asceua expugnatrix Jocqué, 1995
- Asceua foordi Jocqué & Henrard, 2024
- Asceua forcipiformis Li, Liu & Peng, 2022
- Asceua gruezoi Barrion & Litsinger, 1992
- Asceua haocongi Lin & Li, 2023
- Asceua heliophila (Simon, 1893)
- Asceua incensa Jocqué & Henrard, 2024
- Asceua japonica (Bösenberg & Strand, 1906)
- Asceua jianfeng Song & Kim, 1997
- Asceua kunming Song & Kim, 1997
- Asceua lejeunei Jocqué, 1991
- Asceua longji Barrion-Dupo, Barrion & Heong, 2013
- Asceua luki Jocqué & Henrard, 2024
- Asceua maculosa Logunov, 2010
- Asceua menglun Song & Kim, 1997
- Asceua palustris Jocqué & Henrard, 2024
- Asceua piperata Ono, 2004
- Asceua quadrimaculata B. S. Zhang, F. Zhang & Jia, 2012
- Asceua quinquestrigata (Simon, 1905)
- Asceua radiosa Jocqué, 1986
- Asceua septemmaculata (Simon, 1893)
- Asceua shuangreni Lin & Li, 2023
- Asceua similis Song & Kim, 1997
- Asceua tertia Asima, Sankaran & Prasad, 2024
- Asceua thrippalurensis Sankaran, 2023
- Asceua torquata (Simon, 1909)
- Asceua trimaculata B. S. Zhang & F. Zhang, 2018
- Asceua ventrofigurata Jocqué & Henrard, 2024
- Asceua wallacei Bosmans & Hillyard, 1990
- Asceua zijin Lin & Li, 2023
- Asceua zodarionina (Simon, 1907)

## Systématique et taxinomie
Ce genre a été décrit par Thorell en 1887 dans les Zodariidae. Il est placé en synonymie avec Storena par Simon en 1893. Il est relevé de synonymie par Bosmans et Van Hove en 1986.
Suffucia et Doosia ont été placés en synonymie par Jocqué en 1991.

## Publication originale
- Thorell, 1887 : « Viaggio di L. Fea in Birmania e regioni vicine. II. Primo saggio sui ragni birmani. » Annali del Museo civico di storia naturale di Genova, vol. 25, p. 5-417 (texte intégral).